# Anne Dittmer
Anne Dittmer (* 16. März 1906 in Neumünster; † 18. Juli 1964 in Lurup in der Gemeinde Nübbel) war eine deutsche Malerin und Buchillustratorin.

## Leben
Anne Dittmers Vater war Schullehrer in Neumünster, ihre Mutter, Anna Dittmer, geb. Jürgens († 1966), stammte aus Nübbel, ihre Verwandten führten die dortige Gaststätte Lurup. Während des Krieges war sie mit dem Kriegsberichterstatter im Führerhauptquartier, Willi Behrmann (1915–1941) verlobt, der im Krieg fiel. Sie studierte von 1922 bis 1926 an der Kunstgewerbeschule Hamburg bei Felix Weckeiser.
Von 1929 arbeitete sie als Zeichenlehrerin in Flensburg, dann in Siegen und von 1949 bis zu ihrem Tod in Neumünster an der Mädchen-Mittelschule (heute: Helene-Lange-Schule). Sie war auch freiberufliche Grafikerin und Zeichnerin und seit 1931 konnte sie sich verstärkt ihren eigenen Arbeiten zuwenden; 1936 beteiligte sie sich an einer Kunstausstellung in Kiel. Sie starb in Lurup, wo sie nahezu jeden Sommer gemalt hatte; ihr Grab befindet sich auf dem Friedhof in Nübbel.

### Malerisches Wirken
In ihren Landschaftsbildern bevorzugte sie unwirkliche, fast surreale Stimmungen. Daneben fertigte sie Arbeiten von starkem illustrativ-dekorativem Charakter als Scherenschnitte und Federzeichnungen. Sie illustrierte Märchenbücher oder Bilderbüchlein wie Frohe Kindheit, Großvatermärchen (1941), Liebesgabe für Eltern und Kinder und Feuer der Nacht – Gedichte und Briefauszüge eines gefallenen Soldaten (1943).
Ihre Zeichnungen zum Thema Menschen im 1. Weltkrieg entstanden 1942/1943 und wurden bei einer Großen Deutschen Kunstausstellung in München gezeigt. In ihren letzten Lebensjahren malte Anne Dittmer Bühnenbilder für die Niederdeutsche Bühne Neumünster und entwarf unter anderem Bilder für das Stück De Fruuensburg (1958) von Ingeborg Andresen.

## Mitgliedschaften
- Reichskartell der bildenden Künste
- Künstlerkreis Die Schaffenden um Max Werner (1879–1952), Karl Barlach und Rudolph Stelling (1907–1989)

## Illustrationen (Auswahl)
- Wilhelm Steuer, W. Tiebel, E. Walter: Rechenbuch für die Kurmark. Carl Meyer (Gustav Prior), Hannover 1937.
- Johannes Friedrich Klein: Current English für Oberschulen. Velhagen & Klasing, Bielefeld/Leipzig 1939.
- Theodor Tisken: My Englisch Reader. Velhagen & Klasing, Bielefeld/Leipzig 1939.
- Willi Behrmann, Fritz Meichner: Feuer der Nacht – Gedichte und Briefauszüge eines gefallenen Soldaten. Verl. Anst. Hüthig, Heidelberg/Berlin/Leipzig 1943.
- Kindermund-Heimatgrund. Deutsche Kinderlieder im Wort und Weise. Ludwig Voggenreiter, Potsdam 1943.
- Adolf Beiss: Liebesgabe für Eltern und Kinder. Voggenreiter, Potsdam  1943.
- Wilhelm Ehlers, August Lorenz: Ein Lesebuch für Schleswig-Holstein. Westermann, Braunschweig/Berlin u. a. 1951.
- Kurt Kuberzig: Thomas Alva Edison: der Zauberer von Menlopark. Oppermann, Hannover-Kirchrode 1961.